# Epitriptus inconstans
Epitriptus inconstans är en tvåvingeart som först beskrevs av Christian Rudolph Wilhelm Wiedemann 1820.  Epitriptus inconstans ingår i släktet Epitriptus och familjen rovflugor. Inga underarter finns listade i Catalogue of Life.